# Франк Лейстра
Франк Лейстра (нід. Frank Leistra, 1 квітня 1960) — нідерландський хокеїст на траві.
Бронзовий призер Олімпійських Ігор 1988 року, учасник 1992 року.
Чемпіон світу 1990 року.